# Kostiantynivka (oblast de Kharkiv)
Kostiantynivka (ukrainien : Костянтинівка) est une commune urbaine de l'oblast de Kharkiv, en Ukraine. Elle compte 1 127 habitants en 2021.